# Мпумаланга
Мпумаланга је покрајина Јужноафричке Републике. Име значи исток или дословно „место где се сунце рађа“. Мпумаланга се налази на источном делу Јужноафричке Републике, северно од Квазулу-Натала и граничи се са Свазилендом и Мозамбиком. Она чини 6,5% земљишта Јужноафричке Републике. На северу се граничи са Лимпопом, на западу са Гаутенгом, на југозападу са Фри Стејтом и на југу са Квазулу-Наталом. Главни град је Нелспруит. До 1994. Мпумаланга је била део покрајине Трансвал.